# Polyalthia obtusa
Polyalthia obtusa är en kirimojaväxtart som beskrevs av William Grant Craib. Polyalthia obtusa ingår i släktet Polyalthia och familjen kirimojaväxter. Inga underarter finns listade i Catalogue of Life.